# Rob Kurz
Robert Karl Kurz, detto Rob (Filadelfia, 5 marzo 1985), è un ex cestista statunitense, professionista nella NBA e in Europa.

## Palmarès
- All-NBDL Second Team (2010)